# Грегорі Баке
Гре́горі Баке́ (фр. Grégori Baquet; нар. 11 грудня 1970, Париж, Франція) — французький актор, співак, музикант та режисер.

## Біографія
Грегорі Баке народився 11 грудня 1970 року в Парижі. Його батько — відомий актор і музикант-віолончеліст Моріс Баке, мати — російська танцівниця і хореограф Анна Баке. Грегорі навчався Ліцеї Мольєра в Парижі. У віці шести років він почав грати на фортепіано, кларнеті та саксофоні та брати уроки співу та акторської майстерності.
Після служби в армії Грегорі, підписавши контракт з театральною трупою Каріма Салаха, почав грати в театрі, зніматися в телесеріалах і короткометражках. Пізніше Грегорі спробував себе в мюзиклах. Наприкінці 1990-х Жерар Пресгурвік запросив його на роль Бенволіо, кузена Ромео, в знаменитий мюзикл «Ромео і Джульєтта», прем'єра якого відбулася в Парижі у 2001 році.
Грегорі Буке дебютував у кіно в 1991 році роллю у драмі Жан-Лу Юбера «Біла королева» з Катрін Денев у головній ролі. У лютому 2004 року на екрани Франції вийшов фільм Робера Саліса «Вища школа», де Грегорі зіграв одну з головних ролей. У квітні того ж року він був висунений на здобуття вищої театральної премії Франції — премії Мольєра за роль Жеремі у п'єсі «Гарна пам'ять» (фр. La Belle Memoire).
У 1998 році Баке дебютував як режисер короткометражним фільм «Тату» (фр. Tatoo), до якого сам написав сценарій та музику.

## Фільмографія
Кіно
| Рік  |   | Українська назва       | Оригінальна назва             | Роль          |
| ---- | - | ---------------------- | ----------------------------- | ------------- |
| 1991 | ф | Біла королева          | La Reine blanche              |               |
| 1991 | ф | Життя мерців           | La vie des morts              | Симон Ленехен |
| 1994 | ф | Нерішучий              | L'irrésolu                    |               |
| 2000 | ф | Ваш вибір, мадам       | Ça ira mieux demain           | Седрік        |
| 2002 | ф | Парадиско              | Paradisco                     | Жак           |
| 2003 | ф | Вища школа             | Grande école                  | Поль          |
| 2008 | ф | Зануда                 | L'emmerdeur                   | Грейд         |
| 2015 | ф | Студентка і мосьє Анрі | L'étudiante et Monsieur Henri | Артур         |

Телебачення
| Рік       |    | Українська назва                   | Оригінальна назва                       | Роль               |
| --------- | -- | ---------------------------------- | --------------------------------------- | ------------------ |
| 1993      | с  | Аліс Невер                         | Le Juge est une femme                   | Людо               |
| 1994—1999 | с  | Челленджерс: Екстремальні ситуації | Extrême limite                          | Матьє              |
| 1996—2008 | с  | Жінка честі                        | Une femme d'honneur                     | Стефан Клюзо       |
| 1997      | тф | Друг мого сина                     | L'ami de mon fils                       | Мартен             |
| 1997      | с  | Жозефіна: Ангел-охоронець          | Joséphine, ange gardien                 | Франсуа            |
| 2002      | в  | Ромео і Джульєтта                  | Roméo & Juliette: De la haine à l'amour | Бенволіо           |
| 2005      | тф | Сірано де Менільмонтан             | Cyrano de Ménilmontant                  | Міло               |
| 2006      | с  | Джинн у будинку                    | Genie in the House                      | антиквар           |
| 2006      | тф |                                    | Hé M'sieur! — Des yeux pour entendre    | Жак Маро           |
| 2007      | тф | Юбер і собака                      | Hubert et le chien                      | Жоель              |
| 2008      | тф | Я – моя сестра                     | Ma soeur est moi                        | жульєн і Люсі Рамо |
| 2010      | тф | Коломба                            | Colombe                                 | Жульєн             |
| 2011      | тф | Паніка в Едельвейсах               | Panique aux Edelweiss                   | Філіп              |
| 2013      | тф |                                    | Le goût du partage                      | Франсуа            |